# Ирбе, Волдемар
Волдемар Ирбе (латыш. Voldemārs Irbe; 13 ноября 1893 — 10 октября 1944) — латвийский художник.

## Биография
Волдемар Ирбе родился 13 ноября 1893 года в Белявской волости Валкского уезда Лифляндской губернии Российской империи (ныне — Гулбенский край Латвии) в религиозной православной семье.
Учился на вечерних курсах общества поощрения художеств в Рижской школе немецкого общества ремесленников (преподаватели Б. Дзенис, Я. Куга и А. Циммерманис; 1908—1911) и в Художественной студии Юлия Мадерниека (1911—1913).
В 1915 году, после смерти отца ушёл в Алексеевский мужской монастырь, был в эвакуации — жил в монастырях Москвы, Петрограда, Юга России и Кавказа. В 1919 году вернулся в Латвию. Работал учителем рисования в трёх разных школах.
Будучи призванным в Латвийскую армию, отказался служить по религиозным соображениям. Был признан «психически неуравновешенным». В 1930-е годы публиковал за свой счёт брошюры и буклеты религиозного и морально-этического содержания.
Состоял членом Кооператива мастеров изобразительного искусства (с 1940).
Погиб во время Второй мировой войны, получив 10 октября 1944 года осколочное ранение после очередного воздушного налёта на Ригу.
В 1999 году в сквере у театра «Дайлес» установлен памятник В. Ирбе работы скульптора Андриса Варпы.

## Творчество
Принимал участие в выставках с 1914 года. Работал главным образом в технике пастели. Небольшие по формату рисунки отличаются большим реализмом и эмоциональной привязанностью. Преобладают жанровые зарисовки жизни городских окраин, пейзажи, натюрморты и портреты, усиленные экспрессией цветового контраста.
Наиболее известные работы: «Улица в Пурвциемсе», «Пейзаж с ивой», «Стул», «Берёзы у воды», «Ильгуциемский рынок», «Стирка белья», «У стола», «Мастерская обувщика», «Проповедь», «Священник», «Карусель», иллюстрации к новелле «Кавалер Глюк».
Некоторые из картин В. Ирбе находятся в постоянной экспозиции Латвийского Национального художественного музея.